# Umeå Judoklubb
Umeå Judoklubb bildades när judosektionen i Umeå Budoklubb bröt sig ur moderklubben, i samband med att judon lämnade Svenska Budoförbundet, och bildade en egen, renodlad, judoklubb. Därav årtalet 1965 i klubbens logga, trots att själva klubben i sig bildades 1989.